# Расін (Західна Вірджинія)
Расін (англ. Racine) — переписна місцевість (CDP) в США, в окрузі Бун штату Західна Вірджинія. Населення — 267 осіб (2020).

## Географія
Расін розташований за координатами 38°8′23″ пн. ш. 81°39′13″ зх. д. / 38.13972° пн. ш. 81.65361° зх. д. (38.139690, -81.653523).  За даними Бюро перепису населення США в 2010 році переписна місцевість мала площу 1,32 км², з яких 1,24 км² — суходіл та 0,08 км² — водойми.

## Демографія
Згідно з переписом 2010 року, у переписній місцевості мешкало 256 осіб у 111 домогосподарстві у складі 70 родин. Густота населення становила 193 особи/км².  Було 119 помешкань (90/км²).
Расовий склад населення:
| - 100,0 % — білих |

До двох чи більше рас належало 0,0 %. Частка іспаномовних становила 0,0 % від усіх жителів.
За віковим діапазоном населення розподілялося таким чином: 24,6 % — особи молодші 18 років, 57,4 % — особи у віці 18—64 років, 18,0 % — особи у віці 65 років та старші. Медіана віку мешканця становила 37,8 року. На 100 осіб жіночої статі у переписній місцевості припадало 100,0 чоловіків;  на 100 жінок у віці від 18 років та старших — 83,8 чоловіків також старших 18 років.
За межею бідності перебувало 19,1 % осіб, у тому числі 24,4 % дітей у віці до 18 років та 0,0 % осіб у віці 65 років та старших.
Цивільне працевлаштоване населення становило 126 осіб. Основні галузі зайнятості: роздрібна торгівля — 34,9 %, освіта, охорона здоров'я та соціальна допомога — 31,7 %, будівництво — 15,9 %, сільське господарство, лісництво, риболовля — 5,6 %.